# Sanghaj (film)
A Sanghaj (Shanghai) egy 2010-ben bemutatott amerikai dráma-krimi-thriller Mikael Håfström rendezésében, John Cusack és Gong Li főszereplésével.

## Cselekmény
1941-ben a világ nagy részén háború folyik, Németország lerohanta Európa nagy részét, Japán elfoglalta Kína legfontosabb városait, kivéve Sanghaj külföldi kézen lévő koncessziós területeit. Paul Soamest (John Cusack) legjobb barátja, Connor (Jeffrey Dean Morgan) ügynök kiszabadítására küldték Sanghajba. Főnökétől (David Morse) megtudja, hogy barátját megölték, és kutatni kezdi, mi történt vele. Soames német szimpatizánsként beépül a Shanghai Heraldhoz újságíróként. A német konzulátus egyik partiján sikerül kapcsolatba kerülnie Anthony Lan-Tinggel (Chow Yun-fat), a sanghaji triád főnökével, aki után Connor nyomozott, és feleségével, Annával (Gong Li).
Connor egyik informátorától, a japán Kitától megtudja, hogy barátja a japán barátnőjét, Szumikót igyekezett kicsempészni Sanghajból. Egy lövöldözés alkalmával megmenti Lan-Ting életét, ám rájön, hogy Anna tudott a támadásról, és ő is az ellenállóknak dolgozik. Soamesnak egy hajórakomány torpedó és néhány romboló eltűnése kelti fel figyelmét, melyekkel talán Sanghaj elpusztítását tervezik. Közben a japán Tanaka százados (Vatanabe Ken) után is nyomoz, akinek szintén a szeretője volt Szumiko. Megtudja, hogy Anna emberei tartják fogva a lányt, mert az életéért cserébe ellenállókat akarnak kijuttatni Sanghajból, vele zsarolhatják Tanakát. Anna ki akarja csempészni őt egy Sanghajból induló vonaton, de lövöldözés tör ki az állomáson, melyben Soames megmenti Annát. Az éjszaka során Tanaka elfogatja Soamest és kivallatják, tudja-e, hol van Szumiko, majd a szeme láttára fejezik le az informátorát, Kitát. Ezután főnöke vissza akarja őt küldeni Amerikába, de Soames Anna segítségével megszökik, aki elviszi őt az ópiumfüggővé vált Szumikóhoz. Rejtekhelyükre rátörnek Tanaka és emberei Anna férjével együtt, és a japánok csak Szumikóért cserébe hagyják életben Annát. Tanaka elárulja, hogy egy órával azelőtt megindult a japán támadás Sanghaj és Pearl Harbor ellen, majd azt is, hogy ő ölte meg Connort. Azonban nem tudta, hogy Connor ügynök volt, sötétben végzett vele, amikor szeretőjét követte. Tanaka el akarja vitetni Pault és Annát, ekkor Anthony tüzet nyit rájuk, majd a tűzharcban ő is megsebesül. Megkéri Pault, hogy menekítse ki feleségét Sanghajból. A japán támadás közepette sikerül egy hajón kijutniuk a városból. Anna kiszállt a hajóból Makaón, hogy újra csatlakozzon az ellenálláshoz Sanghajban, Paul pedig máshol folytatja munkáját. Később azonban visszatér hozzá...

## Szereplők
- John Cusack – Paul Soames
- Gong Li – Anna Lan-Ting
- Chow Yun-fat – Anthony Lan-Ting
- Jeffrey Dean Morgan – Connor
- Vatanabe Ken – Tanaka százados
- Kikucsi Rinko – Szumiko
- David Morse
- Franka Potente
- Andy On
- Race Wong
- Gemma Chan
- Benedict Wong – Kita Dzsuszo

## Forgatás
A film felvételeit Sanghajban készítették volna, azonban a film vitatott korszakbeli témája miatt a kínai kormány visszavonta a Weinstein Company engedélyét egy héttel a forgatás tervezett kezdete előtt. Emiatt a forgatást áthelyezték Bangkokba, ahol két háztömbnyi díszletet építettek a jelenetek számára. Mindazonáltal az új helyszín jó választásnak bizonyult. Gong Li, a női főszereplő nagyobbnak és szebbnek találta a díszletet, mint Kínában, sőt véleménye szerint minden jövőbeli filmet, mely Sanghajban játszódik, azon a helyen kellene forgatni Bangkokban. David Morse szerint a történelmi drámához csodálatos nemzetközi szereplőket hoztak össze.
A stúdió azt remélte, a filmet már 2008-ban be fogják mutatni.

## Fogadtatás
A The Hollywood Reporter szerint a film közepes bevételre számíthat, és leginkább a szereplők azok, amik felkelthetik a mozibajárók figyelmét. A film egyszerre próbál romantikus, politikai thriller és történelmi dráma lenni, de története végül szétszórt és zagyva lett. Alex Billington a firstshowing.net weboldalán azt jósolta, a film ugyanolyan rossz lesz, mint a Weinstein Company előző filmje, az 1408.
A film Egyesült Államokon kívüli bevétele valamivel több, mint 9 millió dollár lett (2011. márciusi adat).